# Grande Prêmio do Brasil de 1976
Resultados do Grande Prêmio do Brasil de Fórmula 1 realizado em Interlagos em 25 de janeiro de 1976. Primeira etapa da temporada, teve como vencedor o austríaco Niki Lauda, da Ferrari.

## Resumo
Nesta prova o bicampeão mundial Emerson Fittipaldi e seu compatriota Ingo Hoffmann estrearam ao volante da Fittipaldi que, patrocinada pela Copersucar, tornou-se a primeira equipe brasileira a correr na Fórmula 1.

## Classificação da prova

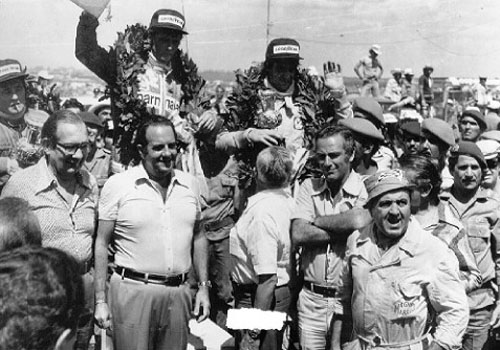
Pódio da prova.Na fileira superior, da esquerda para direita, os pilotos Patrick Depailler (2º Colocado), Niki Lauda (1º Colocado) e Tom Pryce (3º Colocado). Na fileira inferior, da esquerda para direita, o prefeito de São Paulo Olavo Setúbal e o governador do estado de São Paulo Paulo Egydio Martins.

| Pos. | Nº | Piloto             | Construtor         | Voltas | Tempo/Diferença        | Grid | Pontos |
| ---- | -- | ------------------ | ------------------ | ------ | ---------------------- | ---- | ------ |
| 1    | 1  | Niki Lauda         | Ferrari            | 40     | 1:45:16.78             | 2    | 9      |
| 2    | 4  | Patrick Depailler  | Tyrrell-Ford       | 40     | + 21.47                | 9    | 6      |
| 3    | 16 | Tom Pryce          | Shadow-Ford        | 40     | + 23.84                | 12   | 4      |
| 4    | 34 | Hans-Joachim Stuck | March-Ford         | 40     | + 1:28.17              | 14   | 3      |
| 5    | 3  | Jody Scheckter     | Tyrrell-Ford       | 40     | + 1:56.46              | 13   | 2      |
| 6    | 12 | Jochen Mass        | McLaren-Ford       | 40     | + 1:58.27              | 6    | 1      |
| 7    | 2  | Clay Regazzoni     | Ferrari            | 40     | + 2:15.24              | 4    |        |
| 8    | 20 | Jacky Ickx         | Wolf-Williams-Ford | 39     | + 1 volta              | 19   |        |
| 9    | 21 | Renzo Zorzi        | Wolf-Williams-Ford | 39     | + 1 volta              | 17   |        |
| 10   | 8  | José Carlos Pace   | Brabham-Alfa Romeo | 39     | + 1 volta              | 10   |        |
| 11   | 31 | Ingo Hoffmann      | Fittipaldi-Ford    | 39     | + 1 volta              | 20   |        |
| 12   | 7  | Carlos Reutemann   | Brabham-Alfa Romeo | 37     | Pane seca              | 15   |        |
| 13   | 30 | Emerson Fittipaldi | Fittipaldi-Ford    | 37     | + 3 voltas             | 5    |        |
| 14   | 10 | Lella Lombardi     | March-Ford         | 36     | + 4 voltas             | 22   |        |
| Ret  | 17 | Jean-Pierre Jarier | Shadow-Ford        | 33     | Acidente               | 3    |        |
| Ret  | 11 | James Hunt         | McLaren-Ford       | 32     | Acidente               | 1    |        |
| Ret  | 9  | Vittorio Brambilla | March-Ford         | 15     | Vazamento de óleo      | 7    |        |
| Ret  | 26 | Jacques Laffite    | Ligier-Matra       | 14     | Transmissão            | 11   |        |
| Ret  | 5  | Ronnie Peterson    | Lotus-Ford         | 10     | Acidente               | 18   |        |
| Ret  | 6  | Mario Andretti     | Lotus-Ford         | 6      | Acidente               | 16   |        |
| Ret  | 28 | John Watson        | Penske-Ford        | 2      | Sistema de combustível | 8    |        |
| Ret  | 14 | Ian Ashley         | BRM                | 2      | Bomba de óleo          | 21   |        |

## Tabela do campeonato após a corrida
| Pos. | Piloto             | Pontos |
| ---- | ------------------ | ------ |
| 1    | Niki Lauda         | 9      |
| 2    | Patrick Depailler  | 6      |
| 3    | Tom Pryce          | 4      |
| 4    | Hans-Joachim Stuck | 3      |
| 5    | Jody Scheckter     | 2      |

| Pos. | Construtor   | Pontos |
| ---- | ------------ | ------ |
| 1    | Ferrari      | 9      |
| 2    | Tyrrell-Ford | 6      |
| 3    | Shadow-Ford  | 4      |
| 4    | March-Ford   | 3      |
| 5    | McLaren-Ford | 1      |

- Nota: Somente as primeiras cinco posições estão listadas. A temporada de 1976 foi dividida em dois blocos de oito corridas onde cada piloto descartaria um resultado. Neste ponto esclarecemos: na tabela dos construtores figurava somente o melhor colocado dentre os carros do mesmo time.